# Тртник (Толмин)
Тртник (словен. Trtnik, итал. Tertenico) је насељено место у општини Толмин, Горишка регија, Словенија.

## Историја
До територијалне реорганизације у Словенији био је у саставу старе општине Толмин.

## Становништво
У попису становништва из 2011. године, Тртник је имао 23 становника.
| Број становника према пописима | Број становника према пописима | Број становника према пописима |
| ------------------------------ | ------------------------------ | ------------------------------ |
| 1991                           | 2002                           | 2011                           |
| 38                             | 33                             | 23                             |